# Wieselhaus

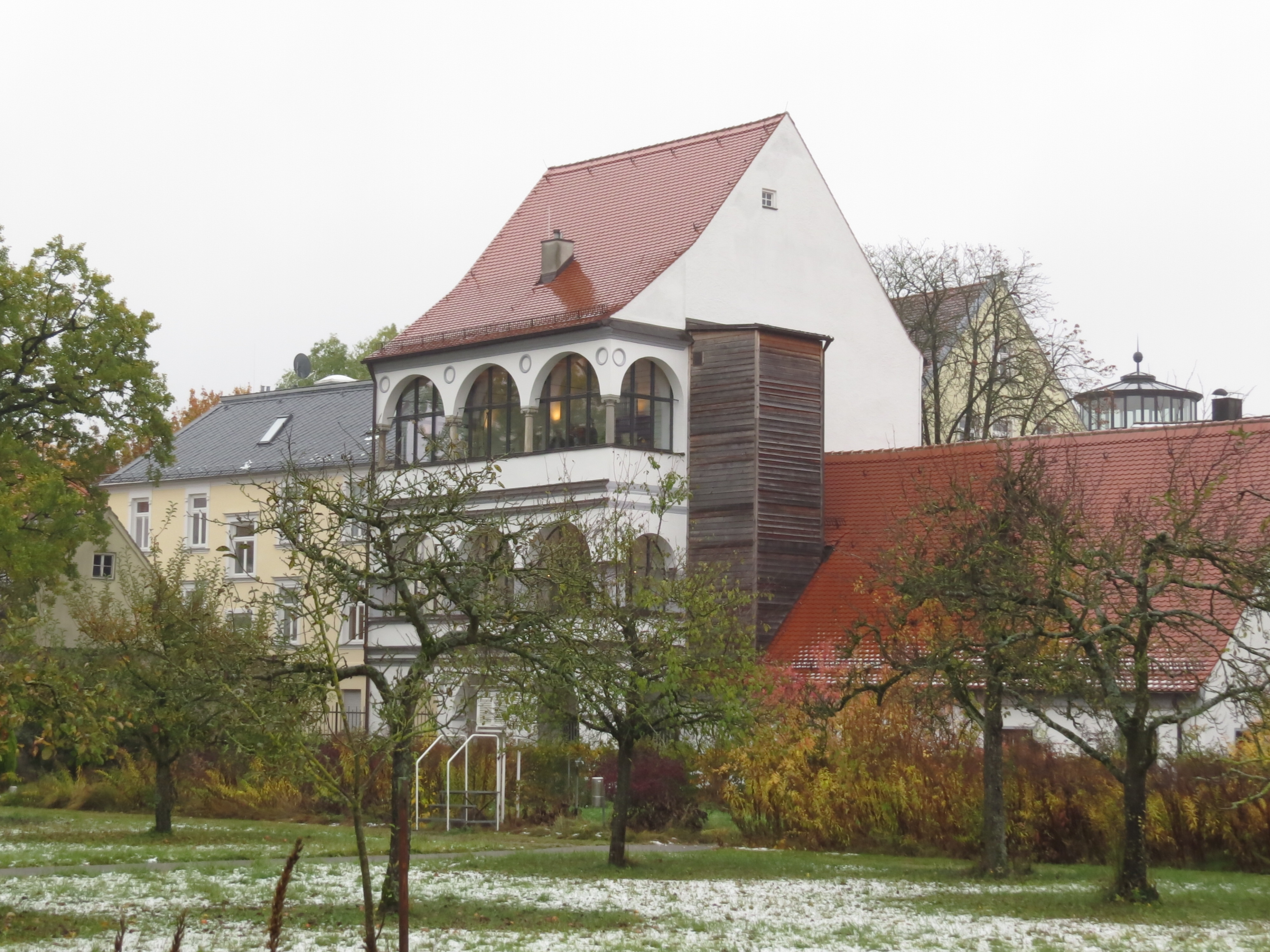
Das Wieselhaus vom ehemaligen Garten der Karmeliter aus gesehen, der jetzt von den Benediktinern in St. Stephan genutzt wird

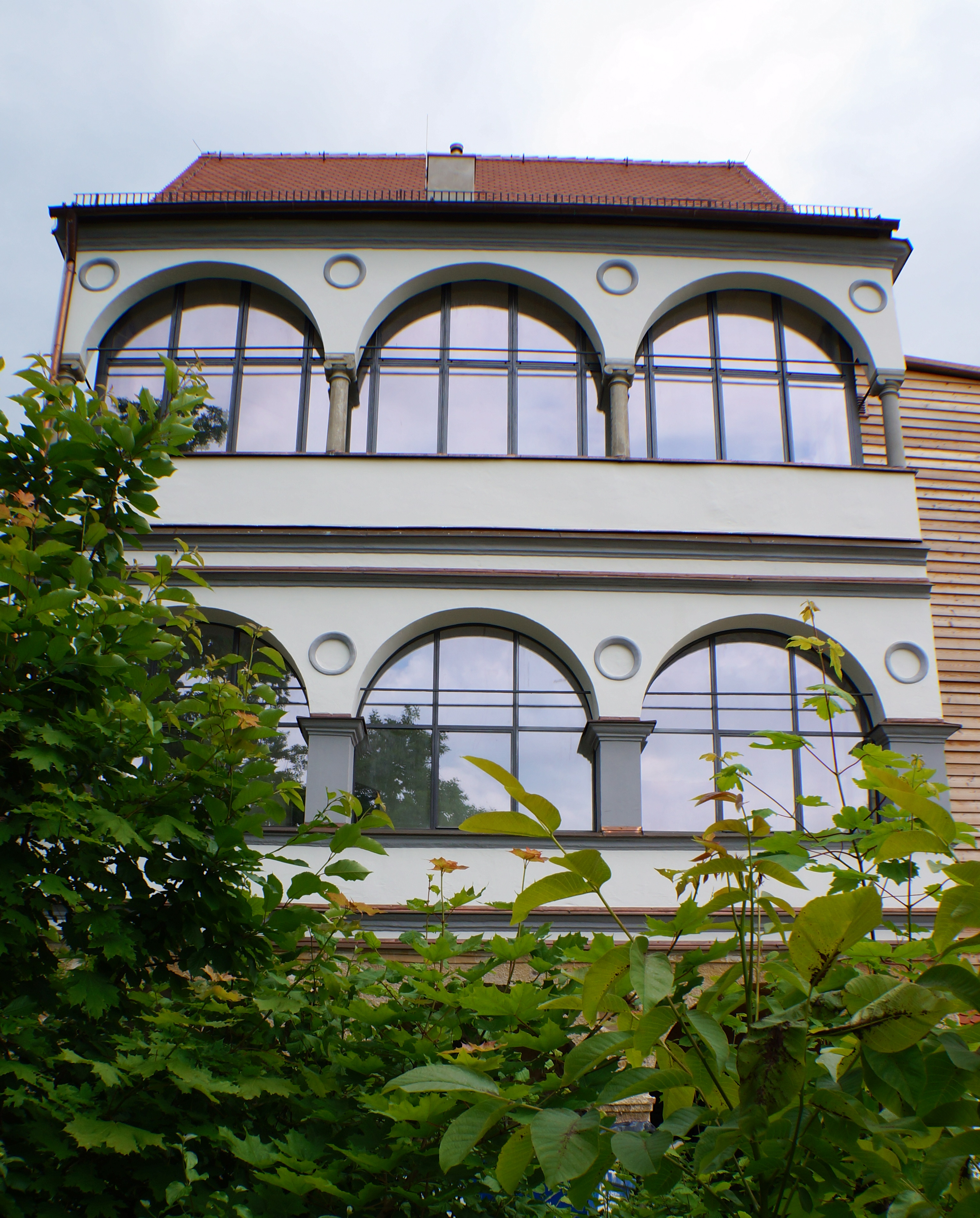
Die Arkadenseite

Das Wieselhaus im Augsburger Domviertel wurde im 16./17. Jahrhundert erbaut. Das ehemalige Bürgerhaus im Äußeren Pfaffengässchen 23 ist ein geschütztes Baudenkmal.

## Beschreibung
Das Gebäude wurde im Stil der italienischen Renaissance errichtet. Seinen Namen erhielt das Gebäude nach dem Fernrohrbauer Johann Wiesel (1583–1662), der hier von 1637 bis 1642 lebte.
Ab 2009 wurde das Wieselhaus von der Stiftung Katholischer Studienfonds saniert. Es wurde der ursprüngliche Zustand aus der Zeit der Renaissance wiederhergestellt und unter anderem die Arkaden in den Obergeschossen der Ost- und Nordseite verglast. Ende 2013 bezog die Regio Augsburg Tourismus GmbH das Gebäude und richtete dort das Fugger und Welser Erlebnismuseum ein, das am 27. September 2014 eröffnet wurde.